# Нініґі но мікото
Нініґі (яп. 瓊瓊杵尊 нінігі но мікото) — онук японської богині Сонця Аматерасу, японський бог (камі). Грає важливу роль в ключовому міфі сходження сонму богів з Небес на Землю, бувши ватажком згаданої дії за наказом своєї бабусі. Під час сходження Нініґі привів із собою не тільки багато богів японського пантеону, але й персонажів, які стали потім родоначальниками великих міст, які діяли в історичні часи та вшановуючи кожен свого «божественного» пращура. Сам Нініґі став за легендою пращуром імператорів Японії (включно, теоретично, сучасного, однак, після Другої Світової війни імператор Хірохіто відмовився від своєї божественності).

## Нініґі та родючість
Саме ім'я Нініґі містить рисовий колос і бога традиційно пов'язують з ростом та врожаєм рису, який до останніх століть був основою раціону японців. Також на честь першого рису та Нініґі в палаці імператора проходило щорічне традиційне свято.